# FC Lustenau 07
El FC Lustenau 07 es club de fútbol de Austria, que fue fundado el 20 de septiembre de 1907 y juega en la Cuarta División de Austria. El club juega sus partidos de local en el Stadion an der Holzstraße de la ciudad de Lustenau, estadio que tiene capacidad para 4.400 espectadores. 

## Entrenadores

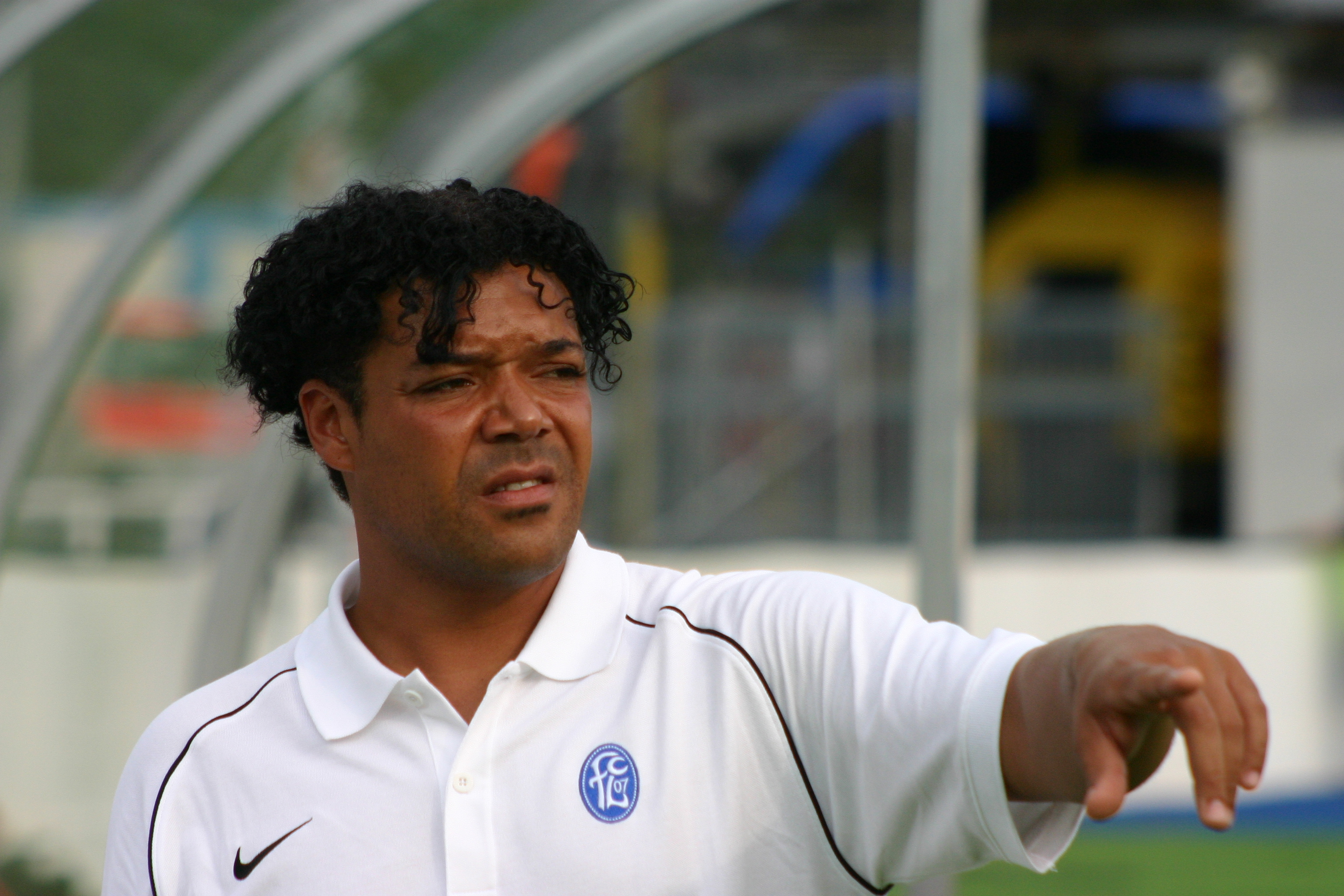
Eric Orie

## Palmarés

### Títulos nacionales
- 2 x Österreichischer Vize-Amateurmeister: 1929, 1937

- 16 x Vorarlberger Landesmeister: 1918, 1921-27, 1929, 1931-36, 1939
- 9 x Vorarlberger Landescupsieger: 1925, 1927, 1934, 1935, 1938, 1946 (als SC Rapid Lustenau), 1994, 2000, 2001

- Bodensee-Meister: 1910, 1911, 1912, 1913
- Meister der Arlbergliga: 1958, 1959
- Westkreis-Meister: 1929, 1933
- Meister der Landesklassenn: 1980, 1985, 1987
- Landesliga-Meister Vorarlberg: 1953, 1956
- Meister Vorarlbergliga: 1995
- Meister Regionalliga West: 2000, 2001, 2006